# جاده جهنم
| بررسی انتقادی       | بررسی انتقادی |
| منبع                | رتبه‌بندی      |
| ------------------- | ------------- |
| AllMusic            | [ ۲ ]         |
| New Musical Express | 4/10          |

جاده جهنم دهمین جٌنگ استودیویی کریس ریا، خواننده و ترانه‌سرای بریتانیایی است که در سال ۱۹۸۹ منتشر شد. جاده جهنم که پس از چندین جنگ موفق قبلی او منتشر شد، موفق‌ترین جنگ کریس ریا است و به مدت سه هفته در جایگاه نخست جدول آلبوم‌های بریتانیا قرار گرفت. این جنگ که از آن با نام «شاهکار مدرن» یاد می‌شود، در سال ۲۰۰۴ توسط ص.ظ.ص. ب گواهی ۶گانه پلاتینیوم را دریافت کرد. جاده جهنم دارای انسجامی پیوسته بین جستارها و سروده‌ها ترانه‌های خود است که بیشتر در کارهای قبلی کریس ریا وجود نداشت بود. بیشتر ترانه این جنگ در زمینه‌های مانند جستارهای اجتماعی، بیگانگی در زندگی، خشونت و رستگاری است. ترانه «جاده جهنم (قسمت ۲)» یکی از مشهورترین ترانه‌های کریس ریا است و نخستین تک‌آهنگ او است که توانست وارد جدول ۱۰ آهنگ پرفروش بریتانیا شود. گفن رکوردز جاده جهنم را در ایالات متحده به همراه نسخه جدید تک‌آهنگ «بیا تا برقصیم» و یک پوشن هنری جدید منتشر کرد.

## فهرست ترانه‌ها
همهٔ ترانه‌ها توسط کریس ریا نوشته شده‌است.
| نخستین نسخه منتشر شده از جاده جهنم | نخستین نسخه منتشر شده از جاده جهنم | نخستین نسخه منتشر شده از جاده جهنم |
| شماره                              | نام                                | مدت                                |
| ---------------------------------- | ---------------------------------- | ---------------------------------- |
| ۱.                                 | «The Road to Hell (Part 1)»        | ۴:۵۲                               |
| ۲.                                 | «The Road to Hell (Part 2)»        | ۴:۳۲                               |
| ۳.                                 | «You Must Be Evil»                 | ۴:۲۳                               |
| ۴.                                 | «Texas»                            | ۵:۱۲                               |
| ۵.                                 | «Looking for a Rainbow»            | ۸:۰۲                               |
| ۶.                                 | «Your Warm and Tender Love»        | ۴:۳۳                               |
| ۷.                                 | «Daytona»                          | ۵:۰۷                               |
| ۸.                                 | «That's What They Always Say»      | ۴:۲۹                               |
| ۹.                                 | «I Just Wanna Be with You»         | ۳:۴۱                               |
| ۱۰.                                | «Tell Me There's a Heaven»         | ۶:۰۶                               |
| مجموع مدت:                         | مجموع مدت:                         | ۵۰:۵۸                              |

نسخه سی‌دی جاده جهنم که در سال ۱۹۸۹ در آمریکا منتشر شد، دارای ترانه «بیا تا برقصیم» است. این ترانه در سال بین قطعات ۸ و ۹ جاده جهنم قرار دارد.
| دیسک دوم که برای نخستین بار در نسخه بازسازی شده جاده جهنم منتشر شده (۲۰۱۹) | دیسک دوم که برای نخستین بار در نسخه بازسازی شده جاده جهنم منتشر شده (۲۰۱۹) | دیسک دوم که برای نخستین بار در نسخه بازسازی شده جاده جهنم منتشر شده (۲۰۱۹) |
| شماره                                                                      | نام                                                                        | مدت                                                                        |
| -------------------------------------------------------------------------- | -------------------------------------------------------------------------- | -------------------------------------------------------------------------- |
| ۱.                                                                         | «He Should Know Better» (B-Side of Road To Hell single)                    | ۴:۳۸                                                                       |
| ۲.                                                                         | «That's What They Always Say» (Rainbow Mix)                                | ۶:۴۱                                                                       |
| ۳.                                                                         | «۱۹۷۵» (B-Side of That's What They Always Say single)                      | ۴:۴۷                                                                       |
| ۴.                                                                         | «The Road To Hell Parts 1 & 2» (Live At Wembley Arena March 1990)          | ۶:۵۹                                                                       |
| ۵.                                                                         | «Working On It» (Live At Wembley Arena March 1990)                         | ۶:۲۶                                                                       |
| ۶.                                                                         | «Let's Dance» (Live At Wembley Arena March 1990)                           | ۷:۳۴                                                                       |
| ۷.                                                                         | «Daytona» (Live At Birmingham NEC November 1991)                           | ۶:۳۶                                                                       |
| ۸.                                                                         | «Working On It» (Extended Mix)                                             | ۵:۵۶                                                                       |
| ۹.                                                                         | «Josephine» (US Version from New Light Through Old Windows)                | ۴:۱۶                                                                       |
| ۱۰.                                                                        | «Let's Dance» (from New Light Through Old Windows)                         | ۴:۱۵                                                                       |
| ۱۱.                                                                        | «You Must Be Evil» (Live In Stuttgart 1991)                                | ۴:۳۶                                                                       |
| ۱۲.                                                                        | «I Can Hear Your Heartbeat» (from New Light Through Old Windows)           | ۳:۲۵                                                                       |
| ۱۳.                                                                        | «Working On It» (from New Light Through Old Windows)                       | ۴:۲۶                                                                       |
| مجموع مدت:                                                                 | مجموع مدت:                                                                 | ۷۰:۳۸                                                                      |

## نمودارهای فروش
| نمودار (۱۹۸۹)                     | موقعیت |
| --------------------------------- | ------ |
| آلبوم‌های اروپایی (موسیقی و رسانه) | ۹۲     |

| نمودار (۱۹۹۰)                         | موقعیت |
| ------------------------------------- | ------ |
| آلبوم‌های اتریشی (Ö۳ اتریش)            | ۱۳     |
| آلبوم‌های اروپایی (موسیقی و رسانه)     | ۱۳     |
| آلبوم‌های آلمانی (Offizielle Top 100)  | ۱۴     |
| آلبوم‌های سوئیسی (Schweizer Hitparade) | ۱۷     |

## گواهینامه‌های فروش
| منطقه                                                              | گواهی       | واحد گواهی‌شده/فروش |
| ------------------------------------------------------------------ | ----------- | ------------------ |
| اتریش (فونوگرافی اتریش)                                            | Platinum    | ۵۰٬۰۰۰*            |
| کانادا (میوزیک کانادا)                                             | Gold        | ۵۰٬۰۰۰^            |
| فنلاند (موسیککیتواوتتایات)                                         | Gold        | 45,000             |
| فرانسه (اس‌ان‌ئی‌پی)                                                  | Platinum    | ۳۰۰٬۰۰۰*           |
| آلمان (بی‌وی‌ام‌آی)                                                   | ۳× Gold     | ۷۵۰٬۰۰۰^           |
| سوئیس (آی‌اف‌پی‌آی سوئیس)                                             | Platinum    | ۵۰٬۰۰۰^            |
| بریتانیا (بی‌پی‌آی)                                                  | ۶× Platinum | ۱٬۸۰۰٬۰۰۰^         |
| * رقم فروش تنها بر پایهٔ گواهی‌ها. ^ رقم توزیع تنها بر پایهٔ گواهی‌ها. |             |                    |

## پیوست
1. ↑  "Road to Hell". Bpi.co.uk. Retrieved 2 October 2024.
2. ↑  "Road to Hell - Chris Rea | Songs, Reviews, Credits | AllMusic". AllMusic. Retrieved 18 May 2021.
3. ↑  Williams, Simon (18 November 1989). "LP - Long Play". New Musical Express. p. 34.
4. ↑  "Official Charts > Chris Rea". The Official UK Charts Company. Retrieved 9 January 2017.
5. ↑  "Road to Hell - Chris Rea | Songs, Reviews, Credits | AllMusic".
6. ↑  "Chris Rea - The Road To Hell". BPI. Retrieved 13 December 2017.
7. ↑  Sandall, Robert (5 March 1991). "Sunny side up?". Q Magazine. 55: 38–40.
8. ↑  "European Top 100 Albums 1989" (PDF). Music & Media. 23 December 1989. p. 9. Archived from the original (PDF) on 27 September 2021. Retrieved 23 December 2019.
9. ↑  "JAHRESHITPARADE 1990" (به آلمانی). Austrian Charts. Archived from the original on 3 October 2018. Retrieved 3 October 2018.
10. ↑  Bakker, Machgiel (22 December 1990). "1990 REVIEW: Music & Media Year - End Awards. European Top 100 Albums 1990" (PDF). Music & Media. Vol. 7, no. 51. pp. 29, 38. Retrieved 20 May 2021.
11. ↑  "Top 100 Album-Jahrescharts" (به آلمانی). GfK Entertainment. Retrieved 5 December 2015.
12. ↑  "Schweizer Jahreshitparade 1990: Alben". Swiss Charts Portal (به آلمانی). Retrieved 5 March 2022.
13. ↑  
"Austrian  album certifications – Chris Rea – The Road to Hell" (به آلمانی). IFPI Austria.
14. ↑  
"Canada  album certifications – Chris Rea – The Road to Hell". Music Canada.
15. 1 2  
"Chris Rea" (به فنلاندی). Musiikkituottajat – IFPI Finland.
16. ↑  
"French  album certifications – Chris Rea – The Road to Hell" (به فرانسوی). InfoDisc. Select CHRIS REA and click OK.
17. ↑  
"Gold-/Platin-Datenbank (Chris Rea; 'Road to Hell')" (به آلمانی). Bundesverband Musikindustrie.
18. ↑  
"The Official Swiss Charts and Music Community: Awards (Chris Rea; 'The Road to Hell')". IFPI Switzerland. Hung Medien.
19. ↑  
"British  album certifications – Chris Rea – The Road to Hell". British Phonographic Industry.